# Skorpio
Skorpio fue el título de dos revistas de historietas, una editada primero en argentina, ya extinta, y la posterior, publicada en Italia.

## La revista argentina: 1974-1996
Subtitulada elocuentemente El mundo de la gran historieta, fue publicada por la Ediciones Record entre 1974 y 1996, alcanzando los 235 números. Estuvo dirigida por Alfredo Scutti.
Por el personal de la revista pasaron Juan Zanotto, Diana Martinovic, Miguel Rep, Ana Berrondo, Merdeces Molina de Izzo , Jorge Repiso y Carlos Alberto Molina.
En sus primeros números, tuvo como guionista estrella a Héctor G. Oesterheld (desaparecido el 27 de abril de 1977), y presentó las siguientes series:
| Números | Fecha       | Título           | Guionista                   | Dibujante              |
| ------- | ----------- | ---------------- | --------------------------- | ---------------------- |
| 1-      | 05/07/1974  | Corto Maltés     | Hugo Pratt                  | Hugo Pratt             |
| 1-      | 05/07/1974  | El Cobra         | Ray Collins                 | Arturo del Castillo    |
| 1-      | 05/07/1974  | Killing          | Ray Collins                 | Ernesto R. García      |
| 1-      | 05/07/1974  | Henga el Cazador | Ray Collins / Diego Navarro | Juan Zanotto           |
| 1-      | 05/07/1974  | Black Soldier    | Ray Collins                 | Ernesto R. García      |
| 1-      | 05/07/1974  | Precinto 56      | Ray Collins                 | Lito Fernández         |
| 13-     | 10/1975     | Loco Sexton      | Héctor G. Oesterheld        | Arturo del Castillo    |
| 15-41   | 1976-4/1978 | El Eternauta II  | Héctor G. Oesterheld        | Francisco Solano López |
| 17-     | 2/1976-     | Nekrodamus       | Héctor G. Oesterheld        | Horacio Lalia          |
|         | 08/1975     | Hor el Temerario | Roderico Shnell             | Juan Zanotto           |

Además de historietas, incluyó a partir de su número 15, de 1975, la sección "El club de la historieta", cuyos responsables fueron los guionistas Carlos Trillo y Guillermo Saccomanno. Esta sección daba a conocer ensayos y comentarios, dando lugar a la producción crítica.
| Números               | Fecha           | Título                        | Guionista        | Dibujante             |
| --------------------- | --------------- | ----------------------------- | ---------------- | --------------------- |
| 28-34, 36, 40         | 1976-1980       | Detective´s Studio            | Carlos Trillo    | Pérez D´Elias         |
| 37-54, 60-87, 120-124 |                 | Alvar Mayor                   | Carlos Trillo    | Enrique Breccia       |
| 55-59, 65-70          |                 | El peregrino de las estrellas | Carlos Trillo    | Enrique Breccia       |
|                       |                 | Galac Master                  | Oswal            | Oswal                 |
|                       |                 | Mandy Riley                   | Ray Collins      | Ernesto García Seijas |
|                       |                 | Historias de New Orleans      | Quiroga          | Balbi                 |
|                       | 1979-1982       | Bárbara                       | Ricardo Barreiro | Juan Zanotto          |
| 75                    | 1981            | El Eternauta tercera parte    | Alberto Ongaro   | Oswal                 |
| 86-92                 |                 | Viajero de Gris               | Carlos Trillo    | Alberto Breccia       |
|                       |                 | Tagh                          | Alfredo Grassi   | Juan Zanotto          |
|                       | 01/1985-08/1986 | Riff                          | Roger King       | Rubén Marchionne      |
|                       |                 | Gala                          | Roger King       | Lito Fernández        |

Cambió su título a "Super Skorpio".
| Números | Fecha    | Título                    | Guionista            | Dibujante              |
| ------- | -------- | ------------------------- | -------------------- | ---------------------- |
|         |          | El hombre del sertao      | Hugo Pratt           | Hugo Pratt             |
|         |          | Mabel                     | Alberto Ongaro       | Gustavo Trigo          |
|         |          | Guitarra Jones            | Alfredo Julio Grassi | Victor Hugo Arias      |
|         |          | Tarzán                    | Harold Foster        | Harold Foster          |
|         |          | Cato Zulu                 | Hugo Pratt           | Hugo Pratt             |
| 137-    | 07/1987  | Slot-Barr                 | Ricardo Barreiro     | Francisco Solano López |
|         |          | Avrack                    | Ricardo Barreiro     | Enrique Breccia        |
|         |          | El vengador               | Eduardo Mazzitelli   | Arturo del Castillo    |
|         |          | La fortaleza móvil        | Ricardo Barreiro     | Enrique Alcatena       |
| 144-    | 02/1988- | Cimarrón                  | Ricardo Barreiro     | Dose                   |
| 148-153 |          | Oro blanco                | Carlos Trillo        | Enrique Breccia        |
|         |          | Leader Blue               | Ricardo Barreiro     | Marcelo Rodríguez      |
|         |          | Sancho Gimeno             | Walter Slavich       | Arturo del Castillo    |
|         |          | El mago                   | Ricardo Barreiro     | Enrique Alcatena       |
|         |          | Crónicas del Tiempo Medio | Emilio Balcarce      | Juan Zanotto           |
|         |          | Nuevo Mundo               | Ricardo Barreiro     | Enrique Breccia        |
|         |          | La dama de la caverna     | Eduardo Mazzitelli   | Arturo del Castillo    |

Tras recuperar su antiguo título,
| Números | Fecha           | Título                       | Guionista                          | Dibujante                         |
| ------- | --------------- | ---------------------------- | ---------------------------------- | --------------------------------- |
|         |                 | Indico Jim                   | Ricardo Barreiro                   | Enrique Breccia                   |
|         |                 | El Imperio Yanks             | Ricardo Barreiro                   | Marcelo Rodríguez                 |
|         |                 | Goeth                        | Walter Slavich                     | Lucho Olivera                     |
|         | 07-12/1990      | La vuelta                    | Ricardo Ferrari                    | Cacho Mandrafina, Enrique Breccia |
| 176-    | 02/1991-        | Browning y Cooper            | Eduardo Mazzitelli                 | Lito Fernández                    |
| 178-189 | 04/1991-        | Travesía por el laberinto    | Eduardo Mazzitelli                 | Enrique Alcatena                  |
| 178-    | 04/1991-        | El Golem                     | Ricardo Ferrari                    | Cacho Mandrafina                  |
| 178-    | 04/1991-        | Pantanal                     | Emilio Balcarce                    | Lucho Olivera                     |
| 178-    | 04/-09/1991     | Jason Blake                  | Walter Slavich, Eduardo Mazzitelli | Gerardo Álvaro Canelo             |
|         | 07-12/1991      | Pampa salvaje                | Alicia Macías, Robertino Ferro     | Enrique Breccia                   |
|         | 08-11/1991      | Las máscaras del rey         | Eduardo Mazzitelli                 | Lucho Olivera                     |
| 185-    | 10/1991-        | Duende                       | Walter Slavich                     | Rubén Meriggi                     |
| 186-    | 11/1991-09/1992 | Límite exterior              | Eduardo Mazzitelli                 | Lucho Olivera                     |
| 188-195 | 01-07/1992      | Hache                        | Emilio Balcarce                    | Leo Manco                         |
| 190-    | 03/1992         | Kairak                       | Walter Slavich                     | Enrique Alcatena                  |
| 191-    | 04/1992         | Video Man                    | Eduardo Mazzitelli                 | Leandro Fernández                 |
| 192-    | 05/1992         | Jason Blake                  | Eduardo Mazzitelli, Walter Slavich | Gerardo Canelo                    |
| 195-    | 07/1992         | Paco del Puerto              | Macías Ferro                       | Enrique Breccia                   |
| 197     | 09/1992         | El príncipe de las tinieblas | Eduardo Mazzitelli, Walter Slavich | Alberto Saichann                  |
| 199-    | 11/1991-        | El Rey León                  | Eduardo Mazzitelli                 | Enrique Alcatena                  |
| 199-    | 11/1991-        | Viracocha                    | Walter Slavich                     | Enrique Breccia                   |
| 203-    | 03/1993         | Acero líquido                | Eduardo Mazzitelli                 | Enrique Alcatena                  |
| 211-    | 11/1993-        | El extranjero                | Eduardo Mazzitelli                 | Enrique Breccia                   |
| 212     | 12/1993         | Murder                       | Walter Slavich                     | Alberto Macagno                   |
| 217-    | 05/1994-        | Los días del gitano          | Walter Slavich                     | Enrique Breccia                   |
| 217-    | 05/1994-        | Herencia de sangre           | Walter Slavich                     | Leandro Fernández                 |
| 222-    | 10/1994         | La saga del sur              | Ricardo Barreiro                   | Arturo del Castillo               |
| 223-    | 11/1994         | El asceta                    | Eduardo Mazzitelli, Walter Slavich | Enrique Alcatena                  |
| 224-    | 12/1994         | Carlton                      | Walter Slavich                     | Horacio Lalia                     |
|         |                 | Dark Ness                    | Eduardo Mazzitelli, Walter Slavich | Alberto Caliva                    |
|         | 09/1995-01/1996 | Ciudad sitiada               | Eduardo Mazzitelli                 | Lito Fernández                    |

En enero de 1996 sale el último número de Skorpio. Hubo una desafortunada "remake" en 1998, la cual fracasó en ventas. La misma incluyó:
| Números | Fecha | Título               | Guionista          | Dibujante      |
| ------- | ----- | -------------------- | ------------------ | -------------- |
|         |       | Nippur de Lagash     | Robin Wood         | Sergio Ibáñez  |
|         |       | La máscara espectral | Eduardo Mazzitelli | Leonardo Manco |

## La revista italiana: 1977-presente
| Números | Fecha      | Título                    | Guionista        | Dibujante         |
| ------- | ---------- | ------------------------- | ---------------- | ----------------- |
|         | 1986       | La selvaggia              | Ricardo Barreiro | Luis García Durán |
| 22-48   | 1987       | Bogey                     | Antonio Segura   | Leopoldo Sánchez  |
|         | 06-07/1991 | El faro de los condenados | Walter Slavich   | Enrique Breccia   |
|         | 1991       | Cybersix                  | Carlos Trillo    | Carlos Meglia     |
|         | 03-04/2000 | Los cazadores del tiempo  | Juan Zanotto     | Juan Zanotto      |